# Juncus micranthus
Juncus micranthus är en tågväxtart som beskrevs av Heinrich Adolph Schrader och Ernst Meyer. Juncus micranthus ingår i släktet tåg, och familjen tågväxter. Inga underarter finns listade i Catalogue of Life.